# Une lueur d'espoir (film)
Pour les articles homonymes, voir Une lueur d'espoir.
Pour plus de détails, voir Fiche technique et Distribution.
Une lueur d'espoir (The Raging Moon) est un film britannique réalisé par Bryan Forbes et sorti en 1971, d'après le livre de Peter Marshall (en).

## Synopsis
Bruce Pitchard se retrouve paralysé à la suite d'un match de football et est contraint de rester en chaise roulante dans un établissement de rééducation. Mais cela n'entame pas son goût pour la vie. 

## Fiche technique
- Titre : Une lueur d'espoir
- Titre original : The Raging Moon
- Réalisation : Bryan Forbes
- Scénario : Bryan Forbes d'après le roman du même nom Peter Marshall
- Musique : Stanley Myers
- Photographie : Tony Imi
- Montage : Timothy Gee
- Production : Bruce Cohn Curtis
- Société de production : EMI Films
- Pays :  Royaume-Uni
- Genre : Drame et romance
- Durée : 112 minutes
- Dates de sortie : 
  -  Royaume-Uni : 22 janvier 1971

## Distribution
- Malcolm McDowell : Bruce Pitchard
- Nanette Newman : Jill Matthews
- Georgia Brown : Sarah Charles
- Bernard Lee : Oncle Bob
- Gerald Sim : Révérend Carbett
- Michael Flanders : Clarence Marlow
- Margery Mason : Matrone
- Barry Jackson (en) : Bill Charles
- Geoffrey Whitehead : Harold Pritchard
- Geoffrey Bayldon : M. Latbury